# Cucina creola della Louisiana

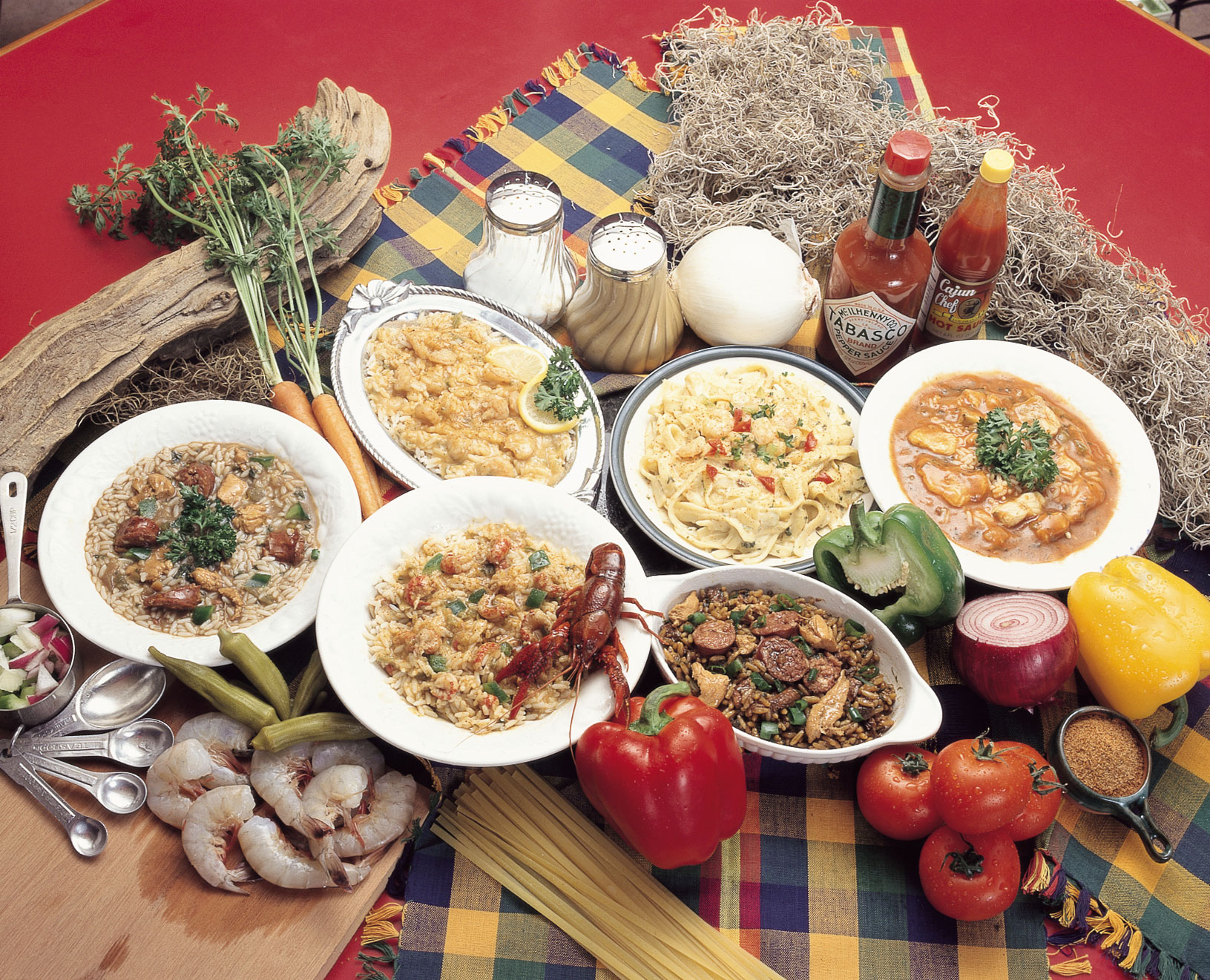
Piatti tipici della cucina creola

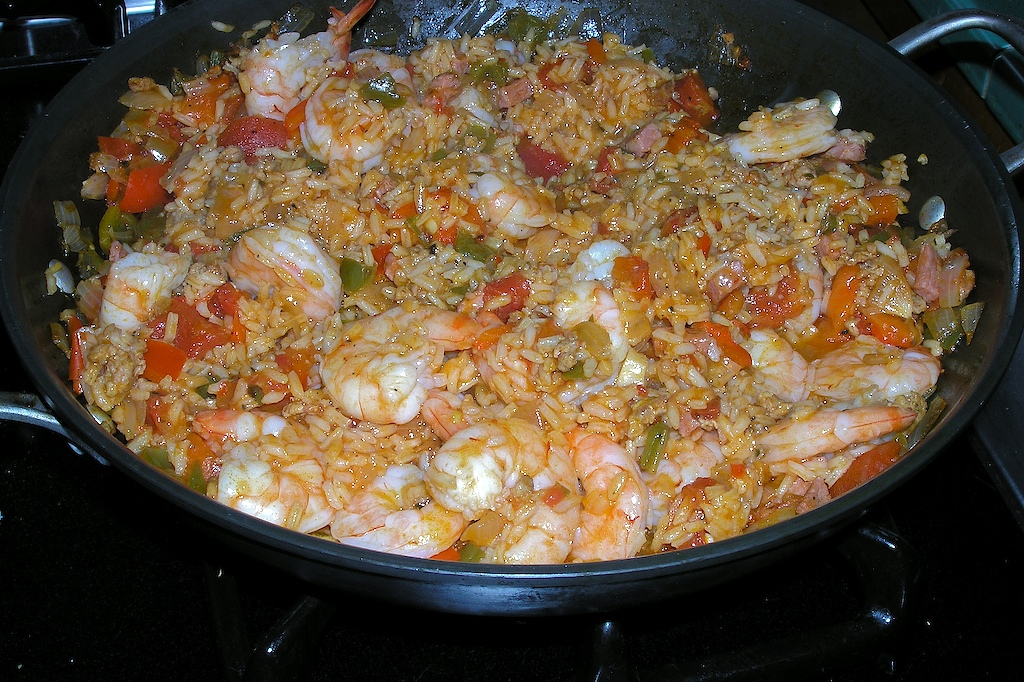
Jambalaya creola con gamberi, prosciutto, pomodoro e salsiccia.

La cucina creola della Louisiana ebbe origine in Louisiana negli Stati Uniti ed è una miscela fra le cucine francese, spagnola, portoghese, italiane, dei nativi americani e influenze africane. È simile alla  cucina cajun per gli ingredienti usati (sedano, peperone e cipolla), ma la distinzione importante è che la cucina cajun nacque dalla più rustica cucina provinciale francese adattata agli ingredienti della Louisiana, mentre quella creola tendeva più verso quella classica europea adattata ai prodotti alimentari locali. In generale, l'influenza francese nella cucina cajun discende da varie cucine francesi provinciali dei contadini, mentre la cucina creola si è evoluta nelle case dei benestanti, aristocratici, o di coloro che imitavano il loro stile di vita. Anche se la cucina creola è strettamente identificata con la cultura di New Orleans, gran parte di essa si è evoluta nelle proprietà delle piantagioni del paese così amate dai creoli prima della guerra di secessione.

## Storia
Le influenze spagnole, italiane, e delle Canarie nella cucina creola erano dovute al piccante del peperoncino, all'utilizzo della gamma delle marinate in succo di agrumi, all'importanza suprema del riso, e all'introduzione dei fagioli. Gli spagnoli e gli italiani utilizzavano ampiamente anche i pomodori, che non erano un ingrediente frequente in epoca anteriore alla francese. I sughi di pomodoro per la pasta giunsero durante il periodo in cui New Orleans era una destinazione popolare per i coloni italiani (circa, 1815-1925). Molti di loro aprirono negozi alimentari, forni, caseifici e praticarono l'agricoltura del frutteto, e quindi influenzarono la cucina creola di New Orleans e della sua periferia. Le influenze africane, che erano ampie, nacquero dal fatto che molti dei servi erano afro-americani, così come molti dei cuochi in ristoranti e caffè.
I primi libri di cucina creola in francese, spagnolo e portoghese risalgono al periodo antecedente all'acquisto della Louisiana. Il primo libro di cucina creola in inglese fu La Cuisine Creole: A Collection of Culinary Recipes, From Leading Chefs and Noted Creole Housewives, Who Have Made New Orleans Famous For Its Cuisine, scritto da Lafcadio Hearn e pubblicato nel 1885.
A quel tempo la cucina creola regionale era già identificabile al di fuori della Louisiana: per esempio, un menù del 1882, di un hotel della Florida, offriva un "Chicken Saute, á la Creole" come da un documento presente nella New York Public Library.
A partire dagli anni 1980, la cucina cajun iniziò ad influenzare la cucina creola di New Orleans, stimolata dal famoso ristorante dello chef Paul Prudhomme, un cajun di Opelousas. Si sviluppò così un interesse nazionale per la cucina cajun e molti turisti si recavano a New Orleans aspettandosi di trovare cibo cajun. Ciò portò all'apertura di nuovi ristoranti e molti locali cambiarono il loro tipo di cucina per soddisfare questa esigenza. Il "New Orleans New Cooking" del celebre chef Emeril Lagasse serve sia cucina cajun che creola. Nei suoi scritti e negli spettacoli televisivi, Lagasse traccia le distinzioni tra cucina cajun e creola e spiega le sovrapposizioni.
Con l'emergere della cucina sud americana negli anni 1980, si affermò una cucina neo creola (a volte chiamata Nouvelle Creole o Neo-American Creole Fusion). Questo movimento è caratterizzato in parte da una rinnovata enfasi sui preparati a base di ingredienti freschi e leggeri e in parte ad un'apertura verso altre tradizioni culinarie, tra cui cajun, sud, sud-ovest, e in misura minore, sud-est asiatico. Mentre la moda del cibo cajun andò scemando, quella per la moderna cucina creola è rimasta come forza predominante nella maggior parte dei principali ristoranti di New Orleans.

## Piatti classici

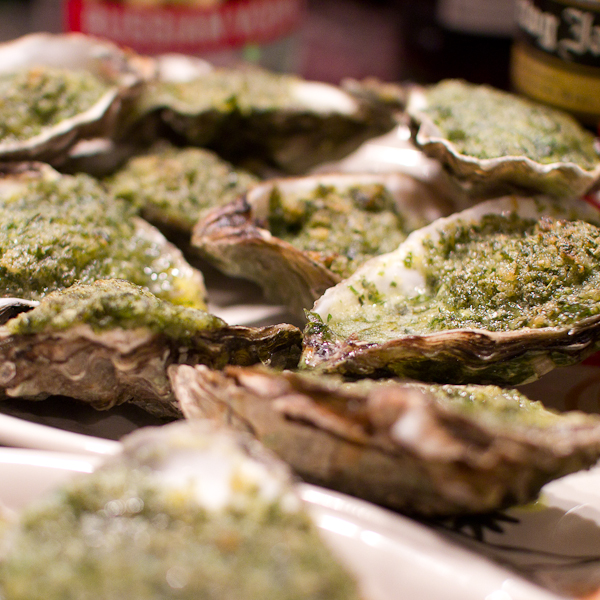
Ostriche Rockefeller

### Antipasti
- Crabmeat Ravigote
- Oysters Bienville
- Oysters en brochette
- Oysters Rockefeller
- Shrimp remoulade

### Zuppe

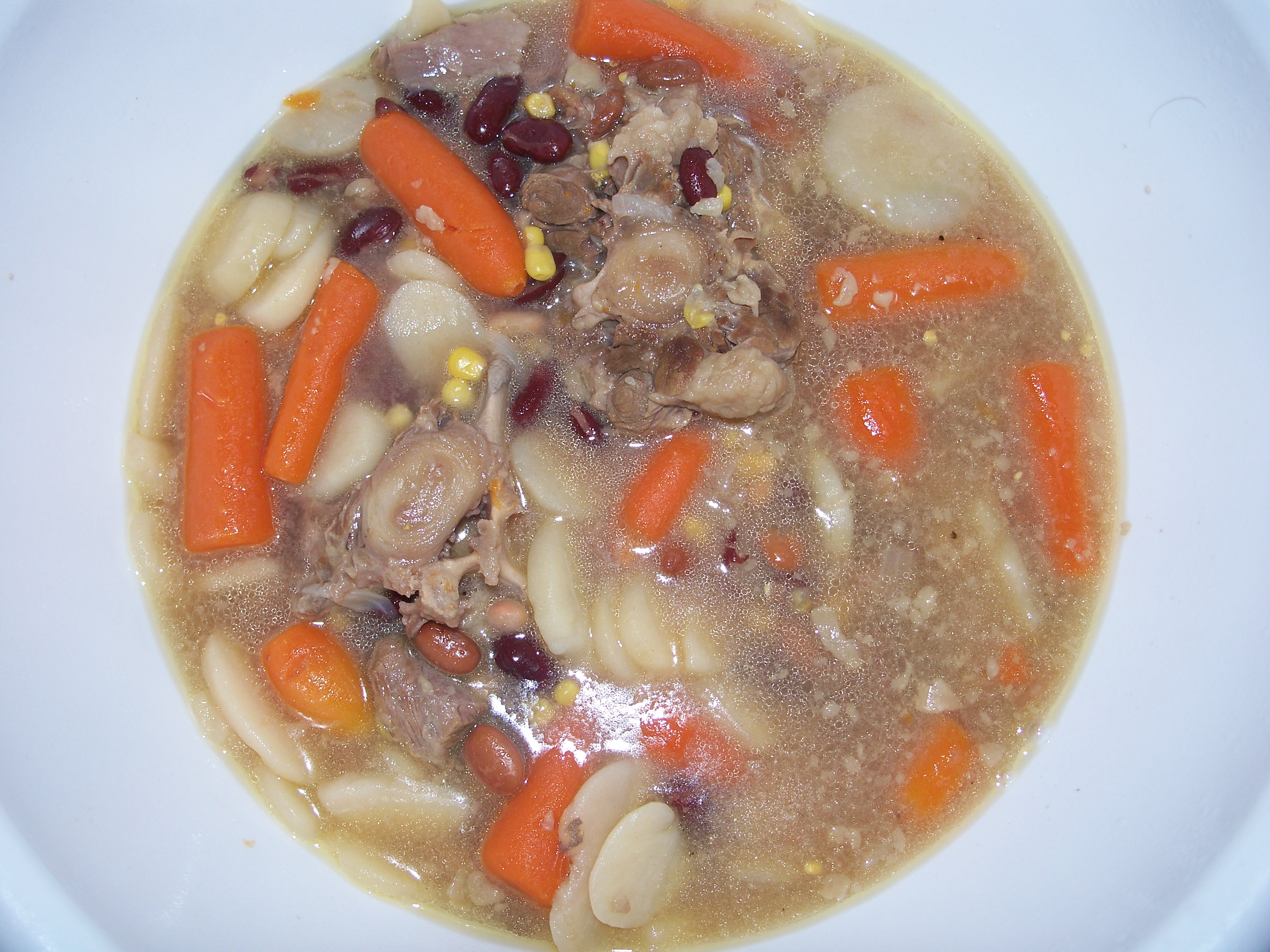
Southern Oxtail Soup

- Crawfish Bisque
- Gumbo
- Oyster and Artichoke Bisque
- Yakamein
- Turtle soup
- Oxtail soup

### Piatti principali

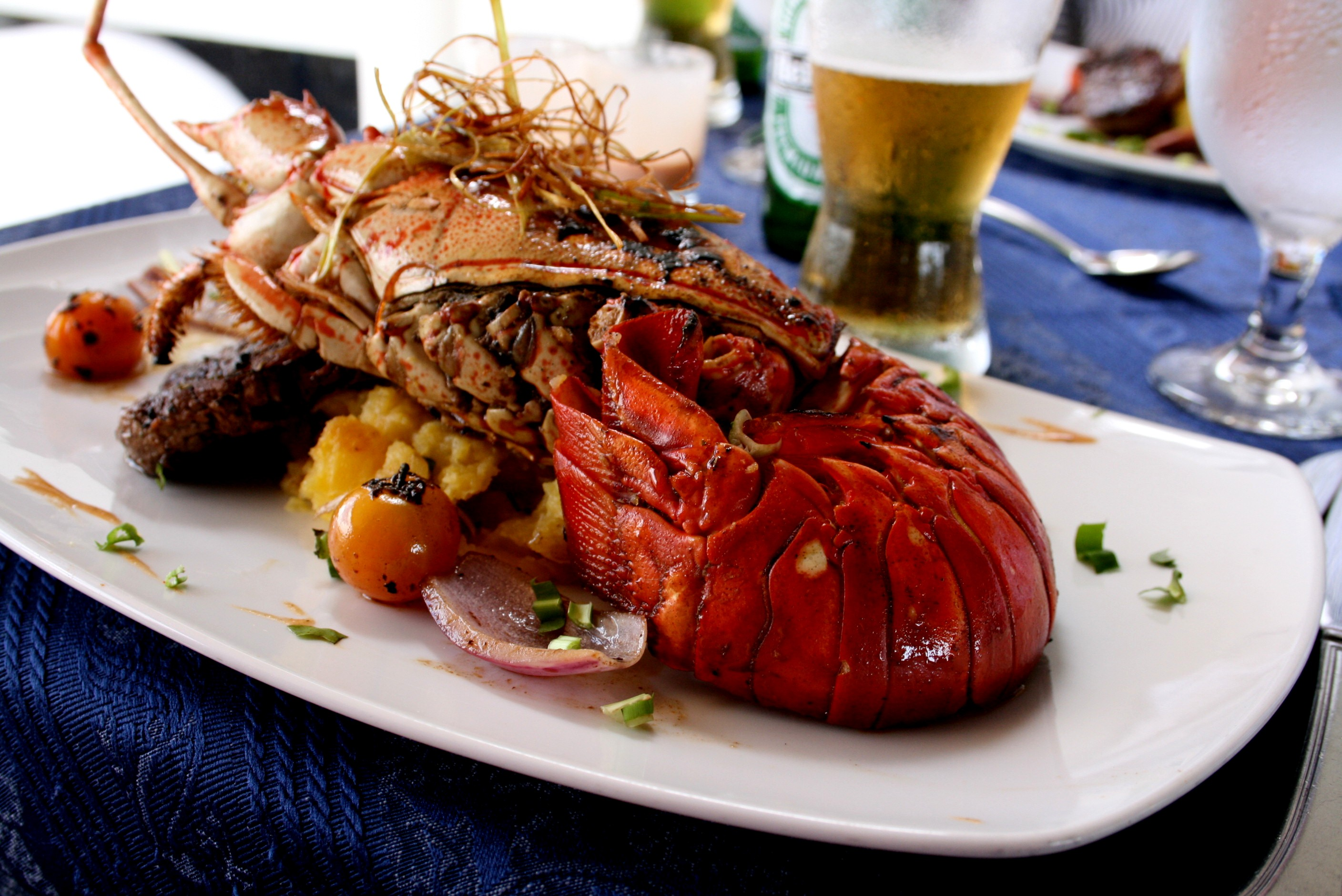
Aragosta creola

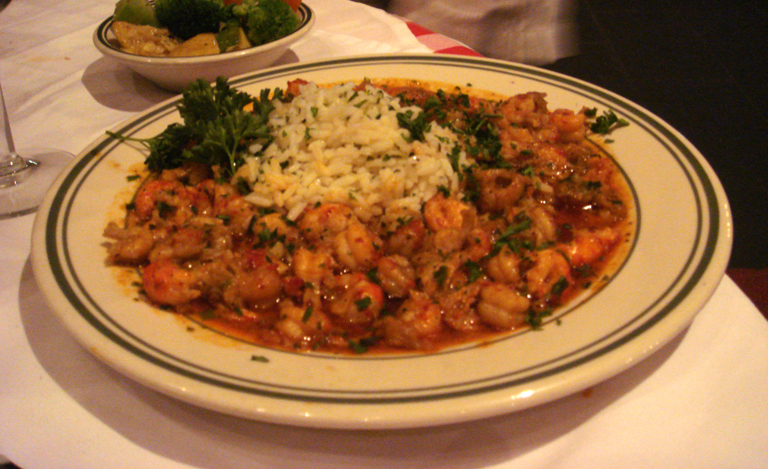
Etouffée di gamberi, servito in un ristorante di New Orleans.

- Blackened Salmon
- Chicken Creole
- Creole Baked Chicken
- Crawfish étouffée
- Crawfish Fettuccine
- Jambalaya
- Mirliton
- Pompano en Papillote
- Potato Salad
- Quiche
- Red beans and rice
- Rice and gravy
- Sauce Piquante
- Shrimp Bisque
- Shrimp Creole
- Smothered Pork Chops/Steak
- Stuffed Bell Peppers
- Trout meunière

### Contorni
- Maque choux
- Red beans
- Dirty rice
- Green Beans w/Potatoes

### Dessert

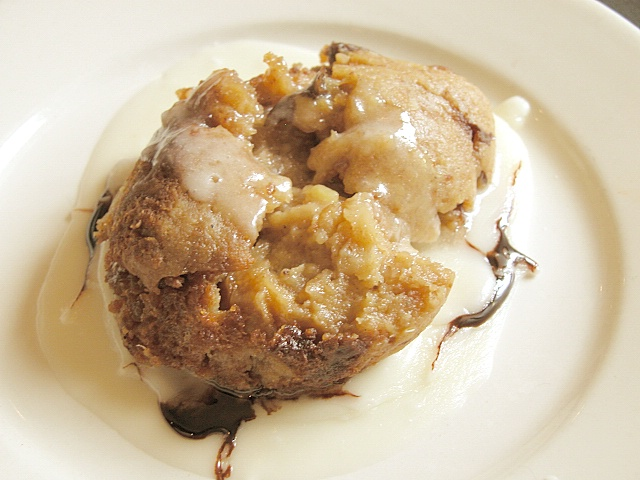
Pudding di pane creolo con salsa alla vaniglia e whiskey, Louisiana

- Bananas Foster
- Pudding di pane
- Beignets
- King cake
- Torta Doberge
- Pralines
- Pecan pie
- Banana Pudding
- Peach Cobbler
- Blackberry Cobbler
- T-cakes

### Bevande
- Café Brûlot
- Café au lait
- Ramos Gin Fizz
- Sazerac cocktail

### Colazione

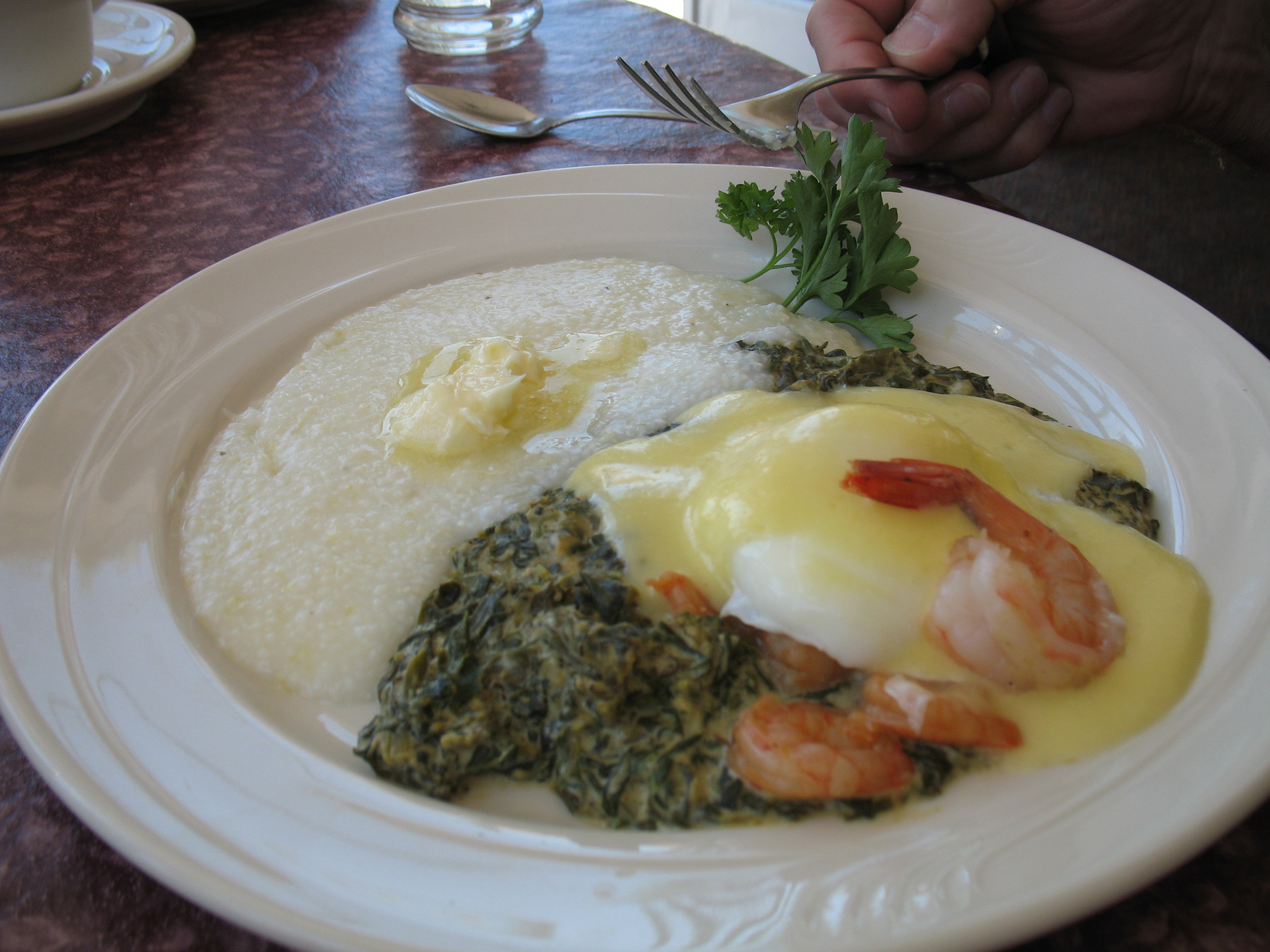
Eggs Sardou con gamberi

- Calas
- Eggs Sardou
- Grits and Grillades
- French toast (Pain perdu)